# Мусцимол
Мусцимол — основное психоактивное вещество, содержащееся во многих грибах рода Amanita (мухомор). В отличие от псилоцибина и триптамина, мусцимол является мощным селективным агонистом ГАМКА-рецептора.
Мусцимол — это психоактивное соединение, которое благодаря своему взаимодействию с рецепторами GABAA оказывает значительное влияние на центральную нервную систему. Его способность усиливать тормозную нейротрансмиссию и защищать нейроны от экситотоксического повреждения делает его соединением, вызывающим большой интерес в нейрофармакологии. Различные фармакологические эффекты мусцимола, от нейропротекции и обезболивания до когнитивной модуляции и противосудорожных свойств, подчеркивают его терапевтический потенциал при различных неврологических и психиатрических расстройствах. Текущие исследования продолжают изучать и расширять возможности применения мусцимола в медицине.

## Биология
Мусцимол вырабатывается грибами видов мухомор красный, мухомор пантерный и мухомор ярко-жёлтый наряду с мускарином, мусказоном и иботеновой кислотой. М. красный и м. пантерный в чистом виде небезопасны для употребления человеком, в то время как мусцимол опасности не несет .  В мухоморе красном под кожицей шляпки содержится наивысшая концентрация психоактивных веществ. В отличие от иботеновой кислоты, мусцимол является безопасным для употребления, не вызывает галлюцинаций.
Мусцимол признан мощным агонистом ионотропных ГАМКА-рецепторов. Имитируя тормозной нейромедиатор ГАМК, мусцимол активирует эти рецепторы, что приводит к открытию хлоридных каналов и последующей гиперполяризации нейронов. Это, в свою очередь, приводит к снижению возбудимости нейронов, что имеет решающее значение для поддержания баланса между процессами возбуждения и торможения в центральной нервной системе.
Биохимические свойства мусцимола делают его ценным инструментом для исследования ГАМК-эргических механизмов. Его высокое сродство и специфичность к рецепторам ГАМКA позволяет исследователям изучать синаптическую передачу, динамику нейронных цепей и общую роль ГАМК-эргического торможения в различных физиологических и патологических состояниях.
Положительные эффекты Мусцимола:
- Уменьшение стресса: Мусцимол стимулирует ГАМК-чувствительные рецепторы, уменьшая количество нейронных сигналов, генерируемых и транспортируемых по всему телу[7].
- Расслабление: Он также оказывает успокаивающее воздействие на мышечную ткань, обеспечивая расслабление и восстановление мышц[8].
- Уменьшение тревожности: Мусцимол может значительно снизить уровень тревожности и стресса[9].
- Улучшение качества сна: Прием мусцимола перед сном может улучшить качество и эффективность отдыха[10].

## Фармакология
Мусцимол — это одно из ключевых химических соединений, содержащихся в грибах Amanita muscaria, известных также как мухоморы. Это соединение обладает значительным потенциалом в фармакологии благодаря своим уникальным свойствам и воздействию на организм человека.

### Механизм действия
Мусцимол в первую очередь функционирует как агонист ГАМКА-рецепторов, то есть имитирует действие ГАМК, основного тормозного нейромедиатора в центральной нервной системе. Связываясь с рецепторами ГАМКА, мусцимол усиливает тормозное действие ГАМК, что приводит к гиперполяризации нейронов и снижению их возбудимости. Механизм действия включает следующие этапы:
1. Связывание: Мусцимол связывается с теми же участками рецепторов ГАМКА, что и ГАМК. Эти рецепторы представляют собой пентамерные структуры, состоящие из различных субъединиц, которые образуют центральный хлоридный ионный канал.
2. Активация: После связывания с рецептором ГАМКА мусцимол вызывает конформационное изменение рецептора, в результате чего открывается хлоридный ионный канал.
3. Вход хлорид-ионов: Открытие хлоридного канала позволяет ионам хлора (Cl-) входить в нейрон. Этот приток отрицательно заряженных ионов увеличивает отрицательный заряд внутри нейрона, вызывая гиперполяризацию мембраны нейрона.
4. Гиперполяризация: Гиперполяризация снижает вероятность того, что нейрон достигнет порога, необходимого для запуска потенциала действия. Этот тормозящий эффект снижает возбудимость нейронов и ослабляет общую активность нейронных цепей.
Действие мусцимола на центральную нервную систему
Мусцимол, являясь структурным аналогом гамма-аминомасляной кислоты (ГАМК), взаимодействует с рецепторами ГАМК в центральной нервной системе. Это приводит к снижению активности нервных сигналов и вызывает спокойное, расслабленное состояние. Рецепторы ГАМК широко распространены в мозге, поэтому при использовании мусцимола изменяется активность нейронов в различных областях, включая кору головного мозга, гиппокамп и мозжечок. Хотя мусцимол принято считать селективным агонистом ГАМКА с чрезвычайно высоким сродством к ГАМК-А-дельта рецепторам, он также является частичным агонистом ГАМК-эргических рецепторов, поэтому спектр его эффектов является результатом комбинированного воздействия на более чем один подтип ГАМКА рецепторов.
Анксиолитические свойства
Мусцимол известен своими анксиолитическими свойствами, что означает, что он может снижать уровень тревоги и быть эффективным средством для преодоления различных тревожных расстройств.
Анальгетические эффекты
Некоторые исследования показывают, что мусцимол обладает анальгетическими свойствами, которые могут помочь уменьшить боль и дискомфорт в организме.
Повышение качества сна
Применение мусцимола может способствовать улучшению качества сна и обеспечивать более глубокий и восстанавливающий сон.
Применение в медицине
Мусцимол изучается как потенциальный препарат для лечения различных расстройств центральной нервной системы, таких как тревожность, бессонница и депрессия. Дополнительные исследования в этой области могут открыть новые возможности для применения мусцимола в клинической практике.

## Физиологическое действие
Мусцимол в 5—10 раз более психически активен, нежели иботеновая кислота. Будучи агонистом ГАМКА-рецепторов, мусцимол демонстрирует разнообразные фармакологические эффекты, от нейропротекции и обезболивания до влияния на когнитивные функции и лечение эпилепсии. Текущие исследования продолжают раскрывать его потенциальное терапевтическое применение, что делает его соединением, представляющим значительный интерес в нейрофармакологии.
Недавние исследования мусцимола высветили следующие эффекты:
Модуляция нейротрансмиссии: Имитируя ГАМК и связываясь с ГАМК-рецепторами, мусцимол усиливает тормозную нейротрансмиссию. Это приводит к снижению частоты нейронов, что способствует общему успокаивающему действию на ЦНС. Эта модуляция имеет решающее значение для поддержания баланса между возбуждающими и тормозными сигналами в мозге.
Нейропротекторные эффекты: Недавнее исследование продемонстрировало нейропротекторные свойства мусцимола. Исследование показало, что мусцимол в отваре Шаояо Ганьцао может смягчать возбуждающее повреждение в клетках PC12 через путь Src-NR2-nNOS.
Мигрень и головная боль: Исследования на моделях мигрени продемонстрировали, что экстра синаптические агонисты ГАМКА рецепторов, такие как мусцимол, могут предотвращать мигренеподобные фенотипы, предлагая новые пути для лечения мигрени.
Антидепрессивные эффекты: Усиливая тормозную нейротрансмиссию, мусцимол действует как депрессант ЦНС. Это может привести к расслаблению мышц, уменьшению тревожности.
Антиноцицептивные свойства: Было обнаружено, что мусцимол оказывает антиноцицептивное действие при использовании в сочетании с циталопрамом, селективным ингибитором обратного захвата серотонина. Этот дополнительный эффект подчеркивает потенциал мусцимола в лечении боли.
Принятие решений и когнитивные функции: Исследование роли прелимбической коры головного мозга у крыс показало, что мусцимол может влиять на процессы принятия решений. При введении мусцимола исследователи наблюдали значительные изменения в активности коры головного мозга, что крайне важно для понимания когнитивных функций и когнитивных расстройств.
Церебральная ишемическая травма: Роль мусцимола в облегчении церебральной ишемической травмы была изучена и выявила его способность подавлять окислительный стресс, аутофагию и апоптозные пути. Это исследование подчеркивает потенциал мусцимола в лечении ишемических состояний.
Лечение боли: Активация рецепторов 5-HT5A в вентролатеральной орбитальной коре, наряду с модуляцией мусцимолом рецепторов ГАМКA, показала значительный антиноцицептивный эффект в моделях нейропатической боли и воспалительной боли.
Модели эпилепсии: В исследованиях на моделях абсансной эпилепсии мусцимол продемонстрировал воздействие на T-тип кальциевых каналов и ГАМК-рецепторы, что позволило понять его противосудорожные свойства.
Лечение зависимости Исследование половых различий в регуляции рецепторов ГАМК выявило потенциал мусцимола в лечении расстройств, связанных с употреблением кокаина, подчеркивая его роль в ГАМК-эргической модуляции.

### Мусцимол и тревожность
Мусцимол, мощный агонист ГАМКA рецепторов, демонстрирует значительные анксиолитические свойства. Это соединение, полученное из гриба Amanita muscaria, эффективно снижает тревожность, подавляя активность центральной нервной системы. Оно усиливает тормозные эффекты ГАМК, основного тормозного нейромедиатора в мозге, что приводит к снижению возбудимости нейронов и успокаивающему эффекту.
Кроме того, было показано, что мусцимол повышает уровень дофамина в мозге. Дофамин - это нейромедиатор, связанный с удовольствием и регуляцией настроения. Повышая уровень дофамина, мусцимол не только уменьшает тревожность, но и улучшает настроение и способствует ощущению благополучия. Этот двойной эффект делает мусцимол перспективным кандидатом для лечения стресса, тревоги и связанных с ними расстройств настроения.
Терапевтический потенциал мусцимола заключается в его способности модулировать ГАМК-эргическую систему. Рецепторы ГАМКA играют решающую роль в поддержании баланса между возбуждением и торможением нейронов. Влияя на эти рецепторы, мусцимол усиливает естественные тормозные механизмы мозга, что приводит к снижению тревожности и улучшению настроения. Этот механизм подобен действию бензодиазепинов, которые обычно назначаются при тревоге, но имеют риск возникновения зависимости и побочных эффектов. Мусцимол, с другой стороны, предлагает потенциально безопасную альтернативу благодаря своему природному происхождению и целенаправленному действию.
Результаты исследований мусцимола дают ценную информацию для разработки новых методов лечения тревоги и расстройств настроения. Поскольку исследователи продолжают изучать его действие, есть потенциал к созданию более эффективных и целенаправленных методов лечения, которые используют его уникальные свойства. Повышение уровня дофамина, наблюдаемое при лечении мусцимолом, также указывает на его потенциальное применение для лечения состояний, характеризующихся низким уровнем дофамина, таких как депрессия и определенные расстройства настроения.

## Продукты на основе мусцимола
Мусцимол, психоактивное соединение, полученное из иботеновой кислоты, содержащейся в некоторых грибах, в частности в мухоморах, вызывает значительный интерес благодаря своему уникальному воздействию на нервную систему. Мусцимол связывается с рецепторами ГАМК в мозге, что обуславливает его седативные свойства. Продукты на основе мусцимола в настоящее время исследуются на предмет их потенциального терапевтического применения, особенно в лечении тревоги, бессонницы и других неврологических расстройств. Текущие исследования направлены на использование его лечебных преимуществ в контролируемом контексте, что подчеркивает более широкий научный интерес к природным соединениям как потенциальным источникам для новых методов лечения.

## Химия
Химическая формула: C_4H_6N_2O_2
Молекулярная масса: 114,10 г/моль
Физические и химические свойства:
- Растворимость в воде: Мусцимол хорошо растворим в воде.
- Температура плавления: Он имеет температуру плавления 175-177 °C.
- Внешний вид: Обычно мусцимол имеет вид белого кристаллического порошка.

### Структура
Мусцимол был впервые выделен из Amanita pantherina учёным М. Ондой в 1964 году, и первоначально считался аминокислотой или пептидом. Структура была выяснена Такемото, Югстером, и Боуденом. Мусцимол является полужёстким изоксазолом, содержащим как спиртовые, так и аминометильные заместители. Мусцимол обычно изображают как таутомер, где он принимает амидоподобную конфигурацию. Его также часто показывают как цвиттерион.

### Изоляция
Мусцимол можно выделить из мякоти Amanita muscaria путём обработки кипящей водой, быстрого охлаждения и последующей обработки основной смолой. Осадок промывают водой и элюируют уксусной кислотой с помощью колонковой хроматографии. Элюат высушивают в вакууме, растворяют в воде и пропускают через колонку с целюлозным фосфатом. Дальнейшее элюирование гидроксидом аммония и перекристаллизация из спирта приводит к получению чистого мусцимола.

### Химический синтез
Мусцимол был синтезирован в 1965 году Ганьо, который использовал бром-изоксазол в качестве исходного материала в двухступенчатой реакции. 3-бром-5-аминометил-изоксазол (1) кипятили в смеси метанола и гидроксида калия в течение 30 часов, в результате чего образовывался 3-метокси-5-аминометил-изоксазол (2) с выходом 60%. 
(2) затем кипятили в концентрированной соляной кислоте для гидролиза метоксигруппы, а цвиттерион выкристаллизовывали из раствора метанола и тетрагидрофурана после добавления триэтиламина с выходом 50%.
Химики сообщают, что пытались воспроизвести эти результаты. Были разработаны более надёжные и масштабируемые процедуры, двумя примерами которых являются синтезы МакКерри и Вараси.
Синтез МакКерри - это трёхступенчатый синтез с использованием ацетилида лития, полученного из пропаргилхлорида. Ацетилид (3) растворяли в эфире, охлаждали до -40 °C и обрабатывали избытком этилхлороформата с образованием этил-4-хлортетролата (4) с выходом 70%. (4) затем добавляли к раствору воды, метанола и гидроксиламина при -35 °C. При pH между 8,5 и 9 изоксазол (5) был восстановлен с выходом 41%. Мусцимол образовывался с выходом 65% при растворении (5) в насыщенном растворе метанола и безводного аммиака и нагревании от 0 °C до 50 °C. Общий выход составил 18,7%.
Синтез Вараси отличается недорогими исходными материалами и мягкими условиями. Он начинается с сочетания 2,3-дихлор
-1-пропена (6), бикарбоната калия, воды и дибромоформальдоксима (7), растворённых в этилацетате. 5-хлорметил-3-бромоизоксазол (8) экстрагировали с экспериментальным выходом 81%. 5-аминометил-3-бромоизоксазол (9) образовывался с выходом 90% при взаимодействии (8) с гидроксидом аммония в диоксане.
(9) затем кипятили с гидроксидом калия в метаноле с образованием 5-аминометил-3-метоксиизоксазола (10) с выходом 66%. Дальнейшее кипячение (10) с бромоводородной кислотой и уксусной кислотой позволило получить мусцимол с выходом 62%. Общий синтетический выход составил 30%.

### Токсичность
Токсичность и профиль безопасности мусцимола изучались в различных контекстах, как экспериментальных, так и клинических.
Дозозависимые эффекты у приматов:
Исследование на приматах показало, что мусцимол, при введении в возрастающих дозах, вызывает обратимую гиперкинезию и дискинезии при высших дозах (до 88,8 мМ), но при гистологическом исследовании не было обнаружено долговременной токсичности.
Средняя летальная доза у мышей составляет 3,8 мг/кг подкожно, 2,5 мг/кг внутрибрюшинно. LD50 у крыс составляет 4,5 мг/кг внутривенно, 45 мг/кг перорально.
Противосудорожные свойства:
Мусцимол показал потенциал как противосудорожное средство, блокируя судороги, вызванные различными агентами на животных моделях, не вызывая значительной токсичности в терапевтических дозах.
Случаи отравления людей:
Ретроспективный обзор случаев отравления мусцимолом из грибов Amanita показал, что симптомы включали желудочно-кишечные расстройства, возбуждение ЦНС, но о смертельных случаях не сообщалось. Большинство симптомов исчезали в течение 24 часов.
Распределение и метаболизм:
Исследования распределения мусцимола у крыс показали, что он проникает в мозг и быстро метаболизируется, что свидетельствует о его низкой токсичности при применении в контролируемых дозах.
Мусцимол проявляет дозозависимые эффекты, причем более высокие дозы приводят к значительным, но обратимым, симптомам со стороны ЦНС. Его токсичность оказывается низкой при применении в контролируемых условиях, поскольку в исследованиях на животных не наблюдалось долговременных повреждений, а случаи поражения людей заканчивались без тяжёлых последствий. Однако рекомендуется соблюдать осторожность при его применении, рекомендуется консультироваться с врачом.

## Правовой статус

### Австралия
Мусцимол считается запрещённым веществом Списка 9 в Австралии (на октябрь 2015 года). Вещество Списка 9 - это вещество "которое может быть предметом злоупотребления или неправильного использования, производство, хранение, продажа или использование которого должно быть запрещено законом, за исключением случаев, когда оно необходимо для медицинских или научных исследований, или для аналитических, учебных или тренировочных целей по согласованию с органами здравоохранения Содружества и/или штата или территории".

### США
Ни Amanita muscaria, ни мусцимол не считаются контролируемыми веществами федеральным правительством Соединённых Штатов. Это означает, что выращивание, владение и распространение не регулируется правительством. Законность использования Amanita muscaria и мусцимола в качестве ингредиентов в продуктах питания неясна, поскольку ни один из них не одобрен FDA в качестве пищевой добавки. 
Мусцимол может регулироваться на уровне штата. Закон штата Луизиана № 159 запрещает владение и выращивание Amanita muscaria, кроме как для декоративных или эстетических целей. За исключением компонентов законно изготовленных пищевых продуктов или диетических добавок, закон запрещает препараты Amanita muscaria, предназначенные для потребления человеком, включая мусцимол.

### Россия
Грибы рода Amanita не включены в список запрещенных веществ.

### Украина
На Украине мусцимол и содержащие его грибы не внесены в список контролируемых веществ, регулируемых законом. Это означает, что на данный момент нет специального законодательства, которое бы запрещало или регулировало владение, использование или продажу мусцимола и содержащих его грибов.